# ТЕЦ Gulf BL
14°15′8″ пн. ш. 100°35′18″ сх. д. / 14.25222° пн. ш. 100.58833° сх. д.
ТЕЦ Gulf BL (GBL) — теплоелектроцентраль, яка споруджена у тайській індустріальній зоні Hi-Tech (дещо північніше від столиці країни Бангкоку).
В 2018 році на майданчику станції став до ладу парогазовий блок комбінованого циклу потужністю 126,8 МВт, в якому дві газові турбіни живлять через відповідну кількість котлів-утилізаторів одну парову турбіну.
Станція отримала довгостроковий контракт на викуп 90 МВт потужності державною електроенергетичною компанією Electric Generating Authority of Thailand (EGAT), тоді як надлишкова електроенергія та вироблена технологічна пара в обсягах 10 тонн на годину постачаються підприємствам індустріальної зони.
Як паливо станція використовує природний газ. Індустріальна зона Hi-Tech знаходиться поблизу газового хабу Ванг-Ной, ресурс до якого надходить через трубопроводи Бангпаконг – Вангной та Каенгкой — Вангной.
Проект реалізували через Gulf BL Company Limited (GBP), власниками якої із частками 75 % та 25 % є Gulf MP Company Limited (GMP) та Thai Industrial Estate Corp. При цьому GMP належить Gulf Energy Development Public Company (найбільший тайський приватний інвестор у електроенергетику) та японській Mitsui, що мають частки 70 % та 30 % відповідно.